# Hébronval
Hébronval is een gehucht in Bihain, deelgemeente van Vielsalm in de Belgische provincie Luxemburg.
Hébronval ligt in het noorden van deelgemeente Bihain, twee kilometer ten noordoosten van het dorpscentrum van Bihain. Anderhalve kilometer ten zuidoosten ligt het dorpje Ottré en bijna twee kilometer ten westen het gehucht Regné.
Ten noorden van het gehucht bevindt zich op de grens met Lierneux de Montagne de Colanhan of Butte de Colanhan, een kilometer lange heuvelrug van boven de 550 meter.

## Geschiedenis
In de 18de eeuw stond hier een kapel, afhankelijk van Ottré, maar die kapel zou in de volgende eeuw verdwijnen.
Op de Ferrariskaart uit de jaren 1770 is hier het gehuchtje Hebronval weergeven, met Ottré gelegen in een zuidelijke uitloper van het grondgebied van het het Principauté de Stavelo (Prinsdom Stavelot-Malmedy). De kaart toont ten noorden de heuvelrug Montagne Collausson. 
Op het eind van het ancien régime, toen tijdens de Franse bezetting de gemeente werden gecreëerd, werd Hébronval ondergebracht in de gemeente Ottré. In 1823 werden verschillende kleine gemeenten in de provincie Luxemburg opgeheven, en de gemeente Ottré werd met haar gehucht Hébronval bij de gemeente Bihain gevoegd.
Op de Atlas der Buurtwegen uit 1841 is de plaats aangeduid als het gehucht Hebronval, op de Vandermaelenkaart uit het midden van de 19de eeuw als Hebrouval.
Een nieuwe kapel werd in 1937 opgetrokken.
Bij de gemeentelijke fusies van 1977 werd Bihain, met daarbij onder meer het gehucht Hébronval, bij de gemeente Vielsalm gevoegd.

## Bezienswaardigheden
- De Chapelle du Sacré-Cœur, uit 1937

## Verkeer en vervoer
Langs Hébronval loopt de gewestweg N89 van La Roche-en-Ardenne naar Salmchâteau.
Deelgemeenten: Bihain · Grand-Halleux · Petit-Thier · Vielsalm

Overige dorpen: Bêche · Burtonville · Cahay · Commanster · La Comté · Dairomont · Ennal · Farnières · Fraiture · Goronne· Hébronval · Joubiéval · Neuville · Ottré · Petit-Halleux · Petit-Tailles · Provedroux · Regné · Rencheux · Salmchâteau · Ville-du-Bois 

Belgische gemeenten · Arrondissement Bastenaken · Luxemburg · Wallonië